# Fesols de Santa Pau

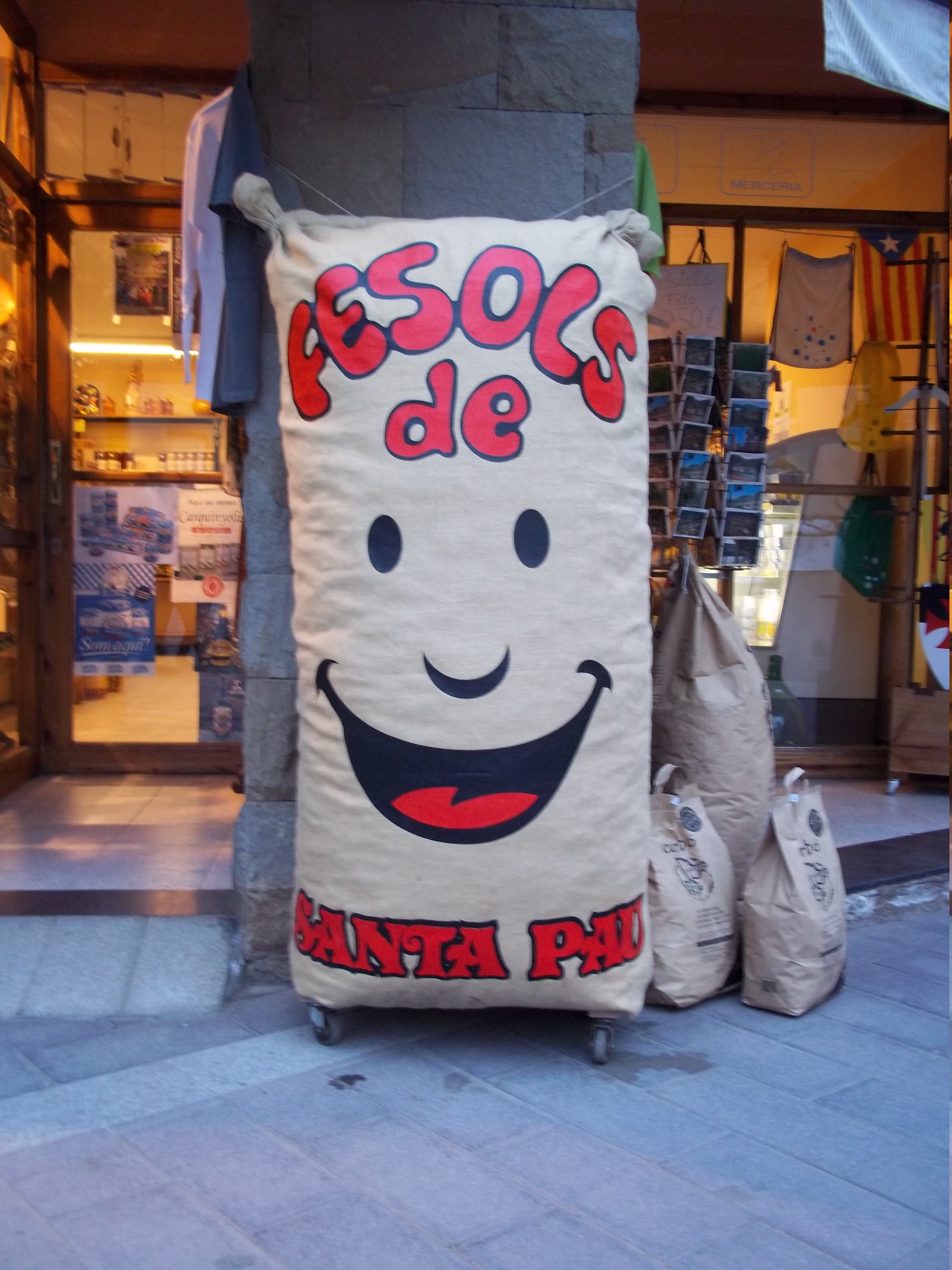
Fesols de Santa Pau

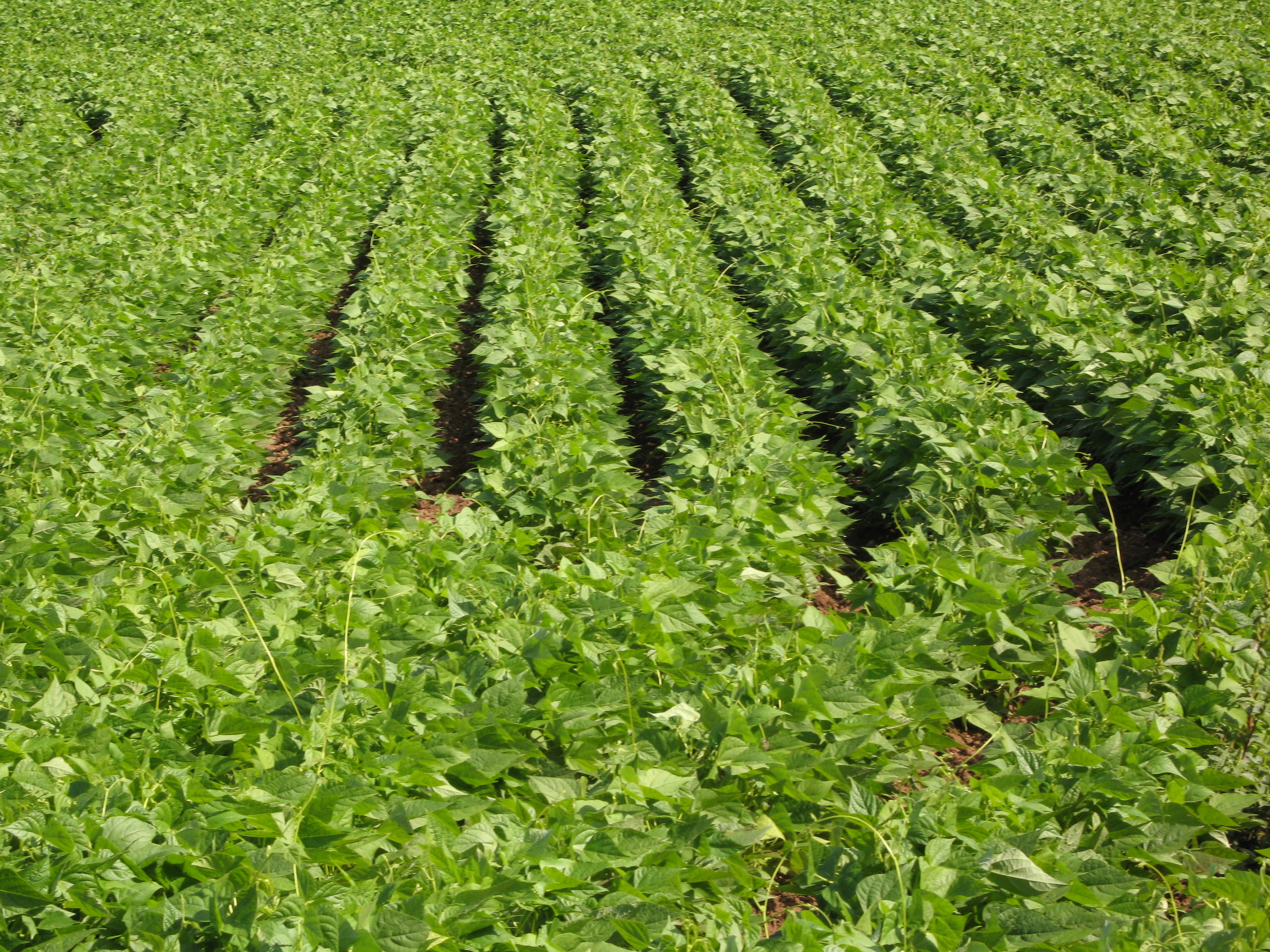
camp de fesols de Santa Pau

Els fesols de Santa Pau són un producte gastronòmic típic de Catalunya que formen part del registre de Denominació d'Origen Protegida de la Comissió Europea.

## El producte

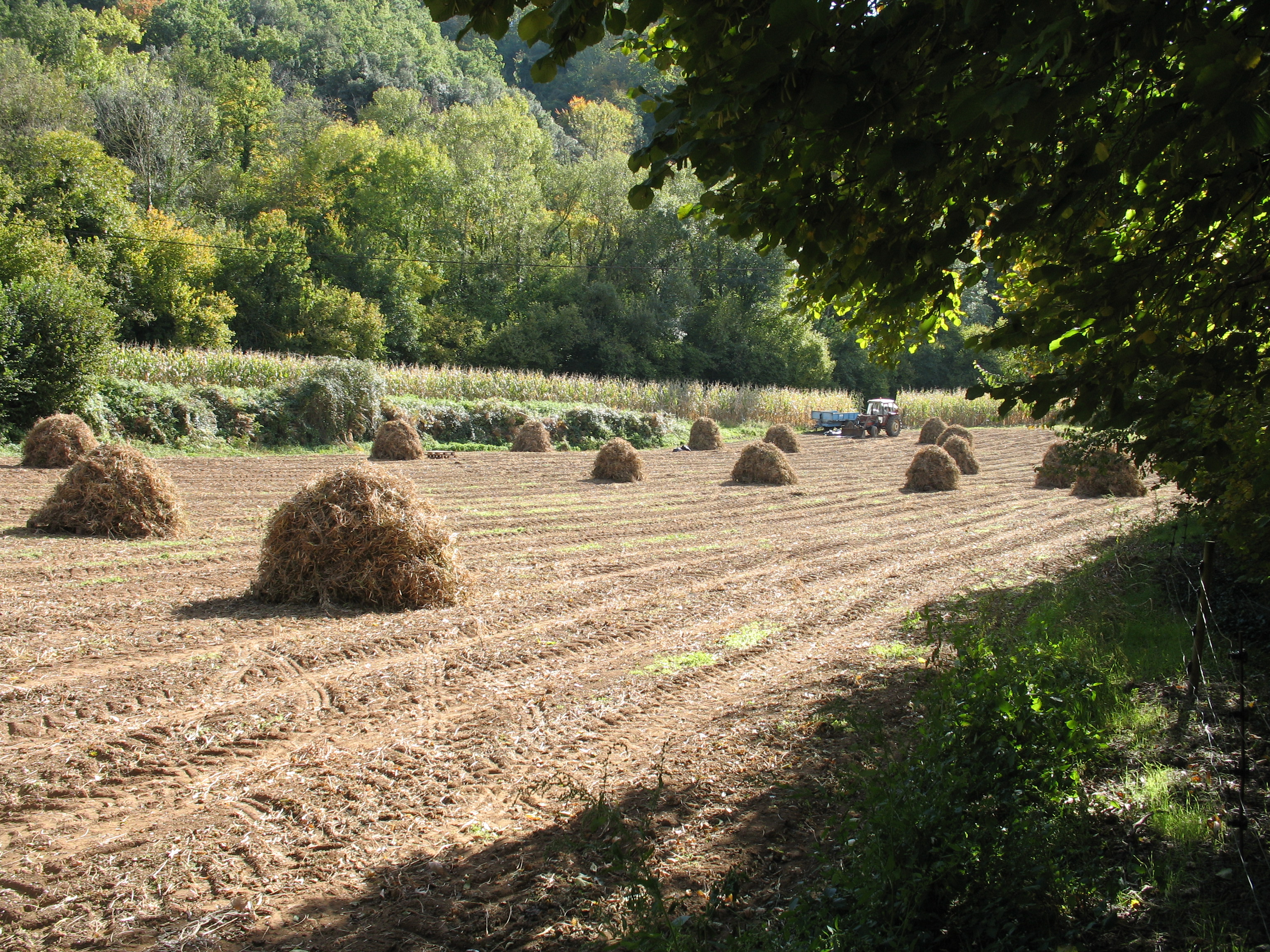
procés d'assecatge natural dels fesols en pallerons

El fesol o mongeta és un llegum procedent d'Amèrica, que es conrea a moltes contrades de Catalunya, entre les quals Santa Pau. El terreny d'origen volcànic local confereix unes qualitats particulars a aquests llegums, i els fan molt preuats des del punt de vista gastronòmic. També és rellevant el seu valor nutritiu, a causa del contingut proteic (igual o superior al 25%) i en fibra. Per aquest motiu té una llarga història en la gastronomia de la regió. Totes aquestes qualitats s'han promocionat a nivell de Catalunya, i així se celebra anualment una fira del fesol de Santa Pau al mes de Gener, que ha assolit ja l'edició 25 l'any 2015.

## La denominació d'origen protegida (DOP)

Logotip DOP Fesols Santa Pau

### Descripció
La Denominació d'Origen Protegida Fesols de Santa Pau, registrada al Diari Oficial de la Unió Europea el dia 31 de juliol de 2015, protegeix les llavors de mongeta (Phaseolus vulgaris L.) de les varietats tradicionals Tavella Brisa, Setsetmanera i Gra petit, seques, cuites i en conserva. El document descriu les característiques d'aquests fesols, que pertanyen a la classe comercial Navy i són blancs, rodons i amb un pes que oscil·la entre 18 i 30g per 100 llavors, a 12% d'humitat. S'hi inclouen els fesols conreats als termes municipals de Santa Pau (nucli principal de producció), Castellfollit de la Roca, Les Planes d'Hostoles, Les Preses, Olot, Sant Feliu de Pallerols i Sant Joan les Fonts; tots a la comarca de la Garrotxa. El conreu en terra volcànica és una de les característiques d'aquests fesols i així queda reflectit al plec de condicions que acompanyen el registre de la DOP, i que estableix que 'la producció de les mongetes de la DOP Fesols de Santa Pau s'ha d'efectuar dins de la zona geogràfica delimitada (...), ja que és la combinació del germoplasma tradicional amb sol volcànic, l'època de cultiu i les tècniques de producció el que confereix les característiques particulars del productes final".

### Història
La sol·licitud per incloure els fesols de Santa Pau al registre de la UE es va publicar el 3 de març de 2015 al Diari Oficial de la UE. Els fesols típics de la zona de la Garrotxa es van convertir el juliol de 2015 en el 20è producte català en entrar al registre de productes alimentaris de qualitat protegits per la UE. En total, hi ha 20 productes procedents de Catalunya registrats i cinc de les Illes Balears. El darrer en entrar a la llista va ser l'oli de l'Empordà, el març de 2015. També hi trobem el pa de Pagès Català (IGP), l'arròs del Delta de l'Ebre, el formatge de l'Alt Urgell i la Cerdanya, la pera de Lleida (tots tres DOP) o els panellets, aquests darrers Especialitat Tradicional Garantida. Productes típics de les Illes, com la sobrassada de Mallorca, l'ensaïmada o el Formatge de Maó, també formen part del registre.